# Ascidia obliqua
Ascidia obliqua is een zakpijpensoort uit de familie van de Ascidiidae. De wetenschappelijke naam van de soort is voor het eerst geldig gepubliceerd in 1863 door Alder.